# Incisalia margaretae
Incisalia margaretae är en fjärilsart som beskrevs av Dos Passos 1943. Incisalia margaretae ingår i släktet Incisalia och familjen juvelvingar. Inga underarter finns listade i Catalogue of Life.